# Paul Dellapina
Paul Dellapina, né le 6 février 1911 à Sartène en Corse et mort le 1er juillet 1972 à La Ciotat, fut un célèbre cambrioleur, auteur de 38 attaques à main armée.

## Biographie
Sa mère est morte quand il avait 8 ans d'un coup de pied dans le ventre, donné par un médecin de famille alors qu'elle était enceinte de son 6e enfant. Son père est un ivrogne. À 15 ans, il part de chez lui avec son cousin pour aller à Marseille, cousin qui se fait assassiner pendant leur voyage par un cambrioleur. Il se livre à diverses activités para-criminelles, est envoyé à la maison de correction d'Aniane puis au bagne d'enfant de Eysses. Il est évincé des chasseurs alpins pour cambriolage et proxénétisme, et incarcéré à la maison centrale de Nîmes de 1934 à 1937 pour ces faits.
À l'issue de la seconde guerre mondiale, son casier judiciaire est blanchi par une police marseillaise corrompue.
Il devient ensuite spécialiste de la cambriole à l'escalade, est mêlé par la police à l'assassinat du consul de Norvège à Marseille le 6 novembre 1946, s'évade de la prison des Baumettes le 15 décembre 1947 mais est condamné à mort par contumace en mai 1949. À Paris il commence une série nouvelle de cambriolages en hauteur, avec ou sans saucissonnage. Pendant un temps il se cache aux États-Unis.Il est arrêté le 14 février 1950 à Paris. On retrouve dans son appartement au 170 rue de l'Université 10 millions de bijoux volés à Neuilly quelques mois plus tôt. Le 1er décembre 1952, il comparaît devant la cour d'assises de la Seine pour 14 cambriolages à main armée, Défendu par Henry Torrès et Robert Badinter, il s'agit de sa dixième condamnation. Il est condamné à vingt ans de travaux forcés.
Il réalise à nouveau de fructueux fric-fracs dont un, sensationnel, chez le ministre des Finances, Lionel de Tinguy du Pouët ce qui lui vaut d'être surnommé par la presse « Arsène Lupin de l'après-guerre ». Malgré cette réputation de gentleman-cambrioleur, il aurait usé de violence sur ses victimes pour connaître l'emplacement de leur coffre et se serait aussi fait l'auteur de viols sur ses victimes.
Arrêté, transféré à l'Ile de Ré puis dans diverses maisons centrales, il s'évade et est repris. Il se marie avec sa cousine Bianca quand il est en prison. Enfin il est libéré en 1970. Après avoir rédigé ses Mémoires (très édulcorées) Cambrioles publiées en 1972, il meurt dans un accident d'automobile qui aurait été volontairement provoqué par l'autre conducteur sur la route du Midi.

## Publications
- Paul Dellapina, Cambrioles, Fayard, 1972